# Pink Anderson
Pinkney "Pink" Anderson, född 12 februari 1900 i Laurens, South Carolina, död 12 oktober 1974 i Spartanburg, South Carolina, var en amerikansk bluessångare och gitarrist. 
Sedan han lämnat sin hemstad Spartanburg i nordvästra South Carolina, anslöt Anderson sig 1914 till en viss Dr. Kerr vid the Indian Remedy Company, för att underhålla dennas publik (med sång, dans och skämt under den första tiden) när Kerr försökte sälja en brygd som uppgavs ha medicinska kvaliteter.
År 1916 mötte han Simmie Dooley i Spartanburg, som lärde honom att bli en bra bluessångare. När Pink inte var ute och reste spelade han och Dooley ofta på små tillställningar i Spartanburg och angränsande områden.
När Dr. Kerr gick i pension år 1945 stannade Anderson nästan hela livet nära Spartanburg, men fortsatte spela i en trio med gitarr, tvättbräda och munspel. Han slutade uppträda 1957 på grund av hjärtproblem. Anderson spelade in några låtar på 1960-talet och framträdde i filmen The Bluesmen år 1963. 
Pink Anderson avled 1974 i en hjärtattack. Pinks son, känd som Little Pink Anderson, är även han en bluesmusiker.
Rockbandet Pink Floyd har tagit sitt namn efter Pink Anderson och bluesmusikern Floyd Council.

## Diskografi
- American Street Songs (1961)
- Vol. 1 Carolina Bluesman (1961)
- Carolina Medicine Show Hokum & Blues (1962)
- Vol. 2 Medicine Show Man (1962)
- Ballad & Folksinger, Vol. 3 (1963)